# Guglielmo Francesco d'Asburgo-Teschen
Guglielmo Francesco Carlo d'Asburgo-Teschen (Vienna, 21 aprile 1827 – Weikersdorf am Steinfelde, 29 luglio 1894) è stato un arciduca d'Austria e Gran maestro dell'Ordine teutonico.

## Biografia

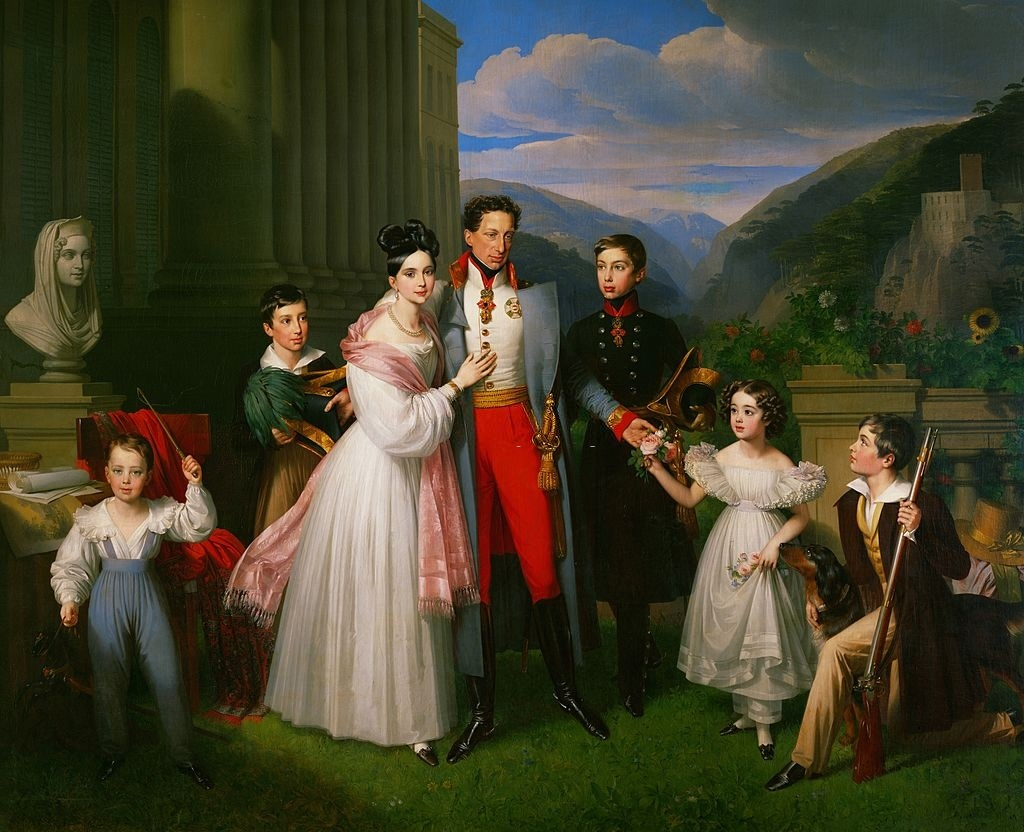
La famiglia di Carlo d'Asburgo-Teschen vincitore della battaglia di Aspern-Essling, padre di Guglielmo Francesco rappresentato con la frusta sulla sinistra, 1832, di Johann Ender.

Guglielmo era figlio dell'arciduca Carlo d'Asburgo-Teschen e della principessa Enrichetta di Nassau-Weilburg, e ricevette per questo egli stesso il titolo di arciduca.
Egli prese parte alle guerre in Italia tra il 1848 e il 1849 e nel 1859 venne nominato Commissario Supervisore d'Artiglieria. Nel 1862 divenne governatore della fortezza di Magonza e nel 1864 Ispettore Generale dell'artiglieria austriaca e venne nominato Feldmaresciallo Luogotenente. Nel 1866, alla Battaglia di Königgrätz, venne ferito e ricevette la medaglia al valore. Il 4 gennaio 1867 fu promosso dall'imperatore al grado di Feldzeugmeister.
Fu, tra le altre cose, Gran Maestro dell'Ordine Teutonico dal 1863 alla propria morte (suo padre lo era stato brevemente prima di sposarsi).
Guglielmo fu tra i primi a Vienna ad edificare un palazzo sulla Ringstraße da poco inaugurata, dove fece realizzare il Palais Erzherzog Wilhelm su progetto di Theophil Hansen tra il 1864 ed il 1868. Wilhelm vendette successivamente il palazzo all'Ordine Teutonico nel 1870, ma continuò ad occuparlo da solo come Gran Maestro. Da allora, l'edificio è stato chiamato Deutschmeister-Palais. Nel 1882 a Baden, appena fuori Vienna, fece realizzare la sua villa di campagna preferita, la Eugen-villa, intitolata a suo nipote Eugenio e progettata da Franz Ritter von Neumann, che occupò dal 1886 quando venne completata.
Fu il principale promotore della costituzione del Hofwaffenmuseum (oggi Museo di storia dell'esercito) a Vienna, il quale venne aperto al pubblico per la prima volta nel 1869.
Morì il 29 luglio 1894 a Weikersdorf am Steinfelde, a causa di un incidente avvenuto presso la stazione ferroviaria locale, dove cadde e batté la testa morendo in giornata. Scomparve senza essersi mai sposato, ma si sa che ebbe una relazione con Maria Lutz dalla quale ebbe un figlio illegittimo Karl Rott (1860-1881).
In suo onore, nel 1896 a Vienna nel distretto di Leopoldstadt, vicino al Prater, venne costruita la caserma d'artiglieria Erzherzog-Wilhelm-Kaserne. Gli ultimi edifici sopravvissuti della caserma sono stati demoliti nel 2005 per fare spazio ad edifici residenziali.

## Ascendenza
|                                       |                                              |                                                           | Genitori                                          |  |  | Nonni |  |  | Bisnonni              |  |  | Trisnonni          |  |
|                                       |                                              |                                                           |                                                   |  |  |       |  |  | Francesco I di Lorena |  |  | Leopoldo di Lorena |  |
|                                       |                                              |                                                           |                                                   |  |  |       |  |  | Francesco I di Lorena |  |  | Leopoldo di Lorena |  |
|                                       |                                              | Elisabetta Carlotta di Borbone-Orléans                    |                                                   |  |  |       |  |  | Francesco I di Lorena |  |  |                    |  |
| Leopoldo II d'Asburgo-Lorena          |                                              |                                                           |                                                   |  |  |       |  |  | Francesco I di Lorena |  |  |                    |  |
|                                       |                                              | Maria Teresa d'Austria                                    | Carlo VI d'Asburgo                                |  |  |       |  |  |                       |  |  |                    |  |
|                                       |                                              | Maria Teresa d'Austria                                    | Carlo VI d'Asburgo                                |  |  |       |  |  |                       |  |  |                    |  |
|                                       |                                              | Maria Teresa d'Austria                                    | Elisabetta Cristina di Brunswick-Wolfenbüttel     |  |  |       |  |  |                       |  |  |                    |  |
| Arciduca Carlo, Duca di Teschen       |                                              | Maria Teresa d'Austria                                    |                                                   |  |  |       |  |  |                       |  |  |                    |  |
|                                       |                                              | Carlo III di Spagna                                       | Filippo V di Spagna                               |  |  |       |  |  |                       |  |  |                    |  |
|                                       |                                              | Carlo III di Spagna                                       | Filippo V di Spagna                               |  |  |       |  |  |                       |  |  |                    |  |
|                                       |                                              | Carlo III di Spagna                                       | Elisabetta Farnese                                |  |  |       |  |  |                       |  |  |                    |  |
| Maria Ludovica di Borbone-Spagna      |                                              | Carlo III di Spagna                                       |                                                   |  |  |       |  |  |                       |  |  |                    |  |
|                                       |                                              | Maria Amalia di Sassonia                                  | Augusto III di Polonia                            |  |  |       |  |  |                       |  |  |                    |  |
|                                       |                                              | Maria Amalia di Sassonia                                  | Augusto III di Polonia                            |  |  |       |  |  |                       |  |  |                    |  |
|                                       |                                              | Maria Amalia di Sassonia                                  | Maria Giuseppa d'Austria                          |  |  |       |  |  |                       |  |  |                    |  |
| Guglielmo Francesco d'Asburgo-Teschen |                                              | Maria Amalia di Sassonia                                  |                                                   |  |  |       |  |  |                       |  |  |                    |  |
|                                       | Carlo Cristiano, Principe di Nassau-Weilburg | Carlo Augusto, Principe di Nassau-Weilburg                |                                                   |  |  |       |  |  |                       |  |  |                    |  |
|                                       | Carlo Cristiano, Principe di Nassau-Weilburg | Carlo Augusto, Principe di Nassau-Weilburg                |                                                   |  |  |       |  |  |                       |  |  |                    |  |
|                                       | Carlo Cristiano, Principe di Nassau-Weilburg | Principessa Augusta Federica di Nassau-Idstein            |                                                   |  |  |       |  |  |                       |  |  |                    |  |
| Federico Guglielmo, Duca di Nassau    | Carlo Cristiano, Principe di Nassau-Weilburg |                                                           |                                                   |  |  |       |  |  |                       |  |  |                    |  |
|                                       |                                              | Carolina d'Orange-Nassau                                  | Guglielmo IV, Principe di Orange                  |  |  |       |  |  |                       |  |  |                    |  |
|                                       |                                              | Carolina d'Orange-Nassau                                  | Guglielmo IV, Principe di Orange                  |  |  |       |  |  |                       |  |  |                    |  |
|                                       |                                              | Carolina d'Orange-Nassau                                  | Anna, Principessa Reale                           |  |  |       |  |  |                       |  |  |                    |  |
| Enrichetta di Nassau-Weilburg         |                                              | Carolina d'Orange-Nassau                                  |                                                   |  |  |       |  |  |                       |  |  |                    |  |
|                                       |                                              | Giorgio, Langravio di Kirchberg, Conte di Sayn-Hachenburg | Guglielmo Luigi, Landgrave of Kirchberg           |  |  |       |  |  |                       |  |  |                    |  |
|                                       |                                              | Giorgio, Langravio di Kirchberg, Conte di Sayn-Hachenburg | Guglielmo Luigi, Landgrave of Kirchberg           |  |  |       |  |  |                       |  |  |                    |  |
|                                       |                                              | Giorgio, Langravio di Kirchberg, Conte di Sayn-Hachenburg | Contessa Luisa di Dhaun                           |  |  |       |  |  |                       |  |  |                    |  |
| Luisa Isabella di Kirchberg           |                                              | Giorgio, Langravio di Kirchberg, Conte di Sayn-Hachenburg |                                                   |  |  |       |  |  |                       |  |  |                    |  |
|                                       |                                              | Contessa Elisabetta Augusta Reuss di Greiz                | Enrico XI, Principe Reuss di Greiz                |  |  |       |  |  |                       |  |  |                    |  |
|                                       |                                              | Contessa Elisabetta Augusta Reuss di Greiz                | Enrico XI, Principe Reuss di Greiz                |  |  |       |  |  |                       |  |  |                    |  |
|                                       |                                              | Contessa Elisabetta Augusta Reuss di Greiz                | Corradina Eleonora, Principessa Reuss di Köstritz |  |  |       |  |  |                       |  |  |                    |  |
|                                       |                                              | Contessa Elisabetta Augusta Reuss di Greiz                |                                                   |  |  |       |  |  |                       |  |  |                    |  |